# Tipula (Vestiplex) kumaonensis
Tipula (Vestiplex) kumaonensis is een tweevleugelige uit de familie langpootmuggen (Tipulidae). De soort komt voor in het Oriëntaals gebied.